# 2022年北京オリンピックのウズベキスタン選手団
2022年北京オリンピックのウズベキスタン選手団は、2022年2月4日から2月20日まで中華人民共和国の北京で開催された2022年北京オリンピックのウズベキスタン選手団の名簿。

## 選手団
- 人員: 選手 1人
- 開会式旗手: コミルジョン・トゥフタエフ
- 閉会式旗手:（ボランティア）

## 種目別選手・スタッフ名簿及び成績

### アルペンスキー
| 選手                       | 種目       | 1回目     | 1回目 | 2回目     | 2回目 | 合計      | 合計 |
| 選手                       | 種目       | 結果      | 順位  | 結果      | 順位  | 結果      | 順位 |
| -------------------------- | ---------- | --------- | ----- | --------- | ----- | --------- | ---- |
| コミルジョン・トゥフタエフ | 男子大回転 | 1分12秒77 | 35位  | 1分14秒72 | 27位  | 2分27秒49 | 29位 |
| コミルジョン・トゥフタエフ | 男子回転   | 失格      | 失格  | 失格      | 失格  | 失格      | 失格 |